# Institutionenanalyse
Dieser Artikel wurde auf der Qualitätssicherungsseite des Portals Soziologie eingetragen. Dies geschieht, um die Qualität der Artikel aus dem Themengebiet Soziologie auf ein akzeptables Niveau zu bringen. Hilf mit, die inhaltlichen Mängel dieses Artikels zu beseitigen, und beteilige dich an der Diskussion. (Artikel eintragen)

Begründung: Unklar um was es eigentlich geht. Es ist von einer "Herangehensweise" die Rede. Im Abschnitt Methode wird die Institutionenanalyse dann gleichgesetzt mit der Delta-Analyse, was zum Glcük nicht zu stimmen scheint, denn sonst wäre der Artikel per Definition redundant. Die Literatur ist komplett ungeeignet.  --Zulu55 (Diskussion) Unwissen 10:33, 25. Aug. 2014 (CEST)
Die Institutionenanalyse (auch interdisziplinäre Delta-Analyse) ist eine sozialwissenschaftliche Methodik zur Analyse von gesellschaftlichen Phänomenen und Veränderungsprozessen. Ihr Zweck ist, Handlungs- und Gestaltungsoptionen zu entwickeln, mit denen sich ein gesellschaftliches Ziel erreichen lässt. Die Institutionenanalyse unterfüttert grundlegende Transformationsprozesse in Richtung einer Nachhaltigen Entwicklung ebenso wie etwa die Veränderung von Rechtsnormen im Rahmen der Gesetzesfolgenabschätzung (GFA). Sie stützt sich auf den methodologischen Individualismus und geht davon aus, dass im Status quo bei den Akteuren Hemmnisse und Anreizdefizite vorliegen, die es den Akteuren erschweren, sich entsprechend dem gesellschaftlichen Ziel zu verhalten. Die zu entwickelnden Handlungs- und Gestaltungsoptionen sollen die Motivationslage der Akteure so verändern, dass sie den erforderlichen Verhaltensbeitrag für das gesellschaftliche Ziel leisten.

## Wirkmodi von Veränderungen
Die Institutionenanalyse basiert auf der Annahme, dass jegliche Änderung des Status quo nicht von allein passiert, sondern letztlich durch Akteure ins Werk zu setzen ist. Die Akteure haben demnach entsprechende Verhaltensbeiträge zu leisten, um Veränderungen voranzubringen. Je weitreichender („systemischer“) die angestrebte Veränderung ist, desto mehr kommt es auf die Rahmenbedingungen („institutioneller Kontext“) an. Die Institutionenanalyse stützt sich auf die Verhaltensannahmen des homo oeconoicus institutionalis (hoi).
Akteure sind in ihrem Verhalten beeinflusst durch institutionelle Rahmenbedingungen. Institutionen sind zu verstehen als die Gesamtheit an „Spielregeln“ für das menschliche Miteinander. Sie können formell und informell sein und finden sich auf verschiedenen gesellschaftlichen Ebenen (Makro, Meso, Mikro). Akteure orientieren sich in jeder Entscheidungssituation an ihren persönlichen Präferenzen. Hierzu wägen sie Nutzen („benefits“) und Aufwand („costs“) aller relevanten Alternativen ab und wählen die Alternative, welche im Hinblick auf ihre Präferenzen den höchsten Nutzen erwarten lässt. Lässt sich auf Basis dieser Grundannahme das beobachtete Verhalten nicht hinreichend erklären, ist ergänzend nach weiteren verhaltensbestimmenden Faktoren zu suchen („Stufenheuristik“). Diese sind:
1. Kognitive Grenzen: Nicht verfügbare Informationen sowie kognitive Grenzen, vorhandene Informationen zu erlangen bzw. ihren Informationsgehalt zu erkennen (bspw. aufgrund von Wahrnehmungs-raster, die aus professionellen Prägungen und sonstigen Vorerfahrungen resultieren) beeinflussen das Verhalten des Akteurs. Dadurch kann der Akteur gehindert sein, präferenz-konforme Handlungsmöglichkeiten als solche wahrzunehmen.
2. Regelgebundenes Verhalten: Der Akteur nimmt eine Situation als unübersichtlich und / oder unsicher wahr und orientiert sich an einfachen Entscheidungsregeln („Heuristiken“).  Diese basieren oftmals auf einer früheren Nutzen-Aufwand-Betrachtung, die der Akteur nicht erneut hinterfragt. Der Akteur kann aber auch Regeln folgen, die er intuitiv als sinnvoll ansieht; etwa gesellschaftlichen Fairness-Regeln (z. B. die „Goldene Regel“), ohne dafür einen unmittelbaren Vorteil zu erwarten.
3. Habitualisierte Routinen: Akteure folgen in manchen Handlungssituationen unreflektiert internalisierten Verhaltensmustern. Habituelles Verhalten kann beispielsweise auf der einfachen Übernahme fremden Verhaltens beruhen (Nachahmung). Es kann aber auch das bisherige Verhalten fortschreiben, obwohl sich die Randbedingungen geändert haben.
4. Emotionen und instinktive Reaktionen können das Verhalten in eine bestimmte Richtung lenken. Insbesondere bei rasch zu treffenden Entscheidungen kann das Verhalten – neben 1) und 2) – durch emotionale oder instinktive Komponenten geprägt sein.

Will man darauf hinwirken, dass Akteure ihr Verhalten ändern, sind die vorgenannten verhaltens-beeinflussenden Faktoren in den Blick zu nehmen. Denn hier befinden sich die Hebelpunkte, um auf Verhaltensänderungen hinzuwirken. Je mehr die angestrebte Veränderung den Handlungsrahmen einzelner Personen (z. B. Kaufentscheidung zwischen zwei vorhandenen Alternativen) sowie einen klein-räumigen sozialen Zusammenhang („SoLaWi“) überschreitet, desto wichtiger ist es, den institutionellen Kontext so anzupassen, dass dieser entsprechende Impulse und „Hilfestellungen“ vermittelt (also die Anreize verstärkt und Hemmnisse abbaut). Für eine solche Problemkonstellation (z. B. Transformation einer Stadt, eines Wirtschaftssektors) ist es hilfreich, auf die Schritte der Institutionenanalyse zurückzugreifen.

## Vorgehen nach der Institutionenanalyse
Die Analyse erfolgt in sieben Basisschritten. Diese identifizieren die realweltliche Abweichung des Ist-Zustandes von einem gewünschten Soll-Zustand (realweltliches Delta). Darin eingebettet ist die Anreiz-Hemmnis-Analyse, welche die Hebelpunkte für eine Verhaltensänderung im Sinne des gewünschten Solls identifiziert. Ein Kompakt-Leitfaden erläutert die sieben Basisschritte Anreiz-Hemmnis-Analyse.
Soll der institutionelle Kontext das Verhalten effektiv und effizient beeinflussen, empfiehlt sich eine „Responsive Regulierung“: Der neu zu schaffende institutionelle Kontext sollte möglichst nahtlos an die Bedingungen des vorhandenen sozio-technischen Systems und die Motivationslage der Akteure, aber auch an deren Fähigkeiten und Möglichkeiten anknüpfen. Die Umgestaltung verlangt technische, soziale und organisationale Neuerungen, wozu Veränderungen auf allen drei Ebenen der institutionellen Rahmenbedingungen in den Blick zu nehmen sind (Makro, Meso, Mikro).
Die Institutionenanalyse ist von ihrem Grundansatz her empirisch orientiert. Dabei bedient sie sich Erhebungsmethoden aus dem gesamten Spektrum der empirischen Sozialwissenschaften.